# Биник
Биник (фр. Binic) насеље је и општина у северозападној Француској у региону Бретања, у департману Приморје која припада префектури Сен Бријек.
По подацима из 2011. године у општини је живело 3.735 становника, а густина насељености је износила 626,68 становника/km². Општина се простире на површини од 5,96 km². Налази се на средњој надморској висини од 10 метара (максималној 86 m, а минималној 0 m).

## Демографија
| 1962. | 1968. | 1975. | 1982. | 1990. | 1999. | 2011. |
| ----- | ----- | ----- | ----- | ----- | ----- | ----- |
| 2.099 | 2.212 | 2.326 | 2.602 | 2.798 | 3.110 | 3.735 |

График промене броја становника у току последњих година